# Эль-Туле
Эль-Туле (исп. El Tule) — посёлок в Мексике, штат Чиуауа, входит в состав одноимённого муниципалитета и является его административным центром. Численность населения, по данным переписи 2010 года, составила 811 человек.

## Общие сведения
В XVIII веке в этом регионе Хосе Сепульведа основал асьенду, а в 1830 году было начато строительство современного поселения Сан-Антонио-дель-Туле, а в 1835 году был переименован в Эль-Туле.
Название El Tule дано по названию растущего здесь мексиканского кипариса.